# Bamenda-Berge
Die Bamenda-Berge (auch Bamendagebirge) liegen in der kamerunischen Provinz Nord-Ouest, ca. 15 km südöstlich der Provinzhauptstadt Bamenda. Sie bilden einen eigenen Vulkankomplex in nordöstlicher Verlängerung des Bambouto-Massivs, der am 2621 Meter hohen Neshele seine größte Höhe erreicht. Dessen Gipfelbereich wird von zwei Vulkankratern dominiert, in dessen tiefer gelegenen Krater der Lake Bambili liegt. Das Vulkanmassiv bedeckt eine Fläche von ca. 600 km² im Bamenda-Hochland und stellt den vierthöchsten Vulkankomplex der Kamerunlinie und sechsthöchste Erhebung Kameruns dar.
An den südwestlichen und südöstlichen Flanken des Massivs liegen die Santa-Mbu-(6 × 4 km) und die Lefo-Caldera (4 × 3 km), deren Kratergrund sich bis auf 550 bzw. 400 Meter über dem Meeresspiegel absenkt. Das Massiv besteht hauptsächlich aus Basalten, Trachyten, Ignimbriten, Rhyolithen und Phonolithen, diese sind in Schichtstufen unterschiedlicher Dicke aufgebaut und legen sich über ein Grundgestein bestehend aus Gneisen und Granit. Das Alter der vulkanischen Gesteinsarten konnte mittels radiometrischer Untersuchungen auf 27,40 bis 18,98 Millionen Jahren datiert werden.
Das Klima in den Bamenda-Bergen wird als tropisch wechselfeucht bezeichnet, mit einer Hauptregensaison zwischen März und Oktober. Deren Höhepunkt erreicht sie mit Eintreffen des westafrikanischen Monsuns ab Juni. Von November bis Februar liegt das Massiv im Einfluss des Nord-Ost-Passats, der in der Region Alizé genannt wird. Die Temperaturen variieren ganzjährig zwischen 21 und 24 °C.